# Helena Valley West Central
Helena Valley West Central – jednostka osadnicza w Stanach Zjednoczonych, w stanie Montana, w hrabstwie Lewis and Clark.